# Wilhelm August Hanowerski
Wilhelm August Hanowerski, 1. książę Cumberland KG, KB (ur. 26 kwietnia 1721 w Londynie, zm. 31 października 1765 tamże) – młodszy syn Jerzego II, króla Wielkiej Brytanii, i Karoliny Ansbach. W latach 1726 – 1765 nosił tytuł księcia Cumberland.

## Młodość
Wilhelm August urodził się w londyńskim Leicester House, gdzie mieszkał z rodzicami, gdy królem był jego dziadek – Jerzy I Hanowerski. Rodzicami chrzestnymi księcia była pruska para królewska – Fryderyk Wilhelm I i Zofia Dorota Hanowerska. 27 lipca 1726 r. otrzymał tytuły parowskie księcia Cumberland, markiza Berkhamstead, hrabiego Kennington, wicehrabiego Trematon i barona Isle of Alderney. Młody książę otrzymał staranne wykształcenie, m.in. od Andrew Fountaine'a, faworyta królewskiej pary. W pałacu Hampton Court znajdował się specjalnie dlań zaprojektowany pokój autorstwa Williama Kenta.

## Wojna o sukcesję austriacką
Już w młodości książę wykazywał się odwagą i zdolnościami bojowymi. Rodzice wyznaczyli mu karierę wojskową na stanowisku Lorda Wielkiego Admirała. W 1740 r., jako ochotnik, służył w Royal Navy pod komendą sir Johan Norrisa. Służba w marynarce nie satysfakcjonowała jednak Wilhelma i w 1742 r. przeniósł się do wojsk lądowych. Już w grudniu otrzymał stopień generała-majora.
W 1743 r. wziął udział w wojnie o sukcesję austriacką i został ranny w bitwie pod Dettingen, gdzie walczył u boku swego ojca. Do kraju powrócił jako bohater i otrzymał awans na stopień generała-porucznika.
Rok 1745 przyniósł młodemu księciu kolejny awans. Cumberland został dowódcą brytyjskich sił lądowych i otrzymał możliwość wykazania się w boju. Został wysłany do Flandrii jako wódz naczelny tzw. "Armii Pragmatycznej", składającej się z kontyngentów brytyjskich, hanowerskich, austriackich i holenderskich. Książę walczył tam przeciwko francuskiemu marszałkowi, hrabiemu Maurycemu Saskiemu.
11 maja 1745 r., idąc na odsiecz oblężonemu Tournai, poniósł z rąk Maurycego ciężką klęskę pod Fontenoy. Była to największa klęska koalicji antyfrancuskiej (Anglia, Hanower, Austria, Holandia) w Niderlandach, której konsekwencją było opanowanie całych Niderlandów Austriackich przez wojska francuskie.

## Powstanie jakobickie

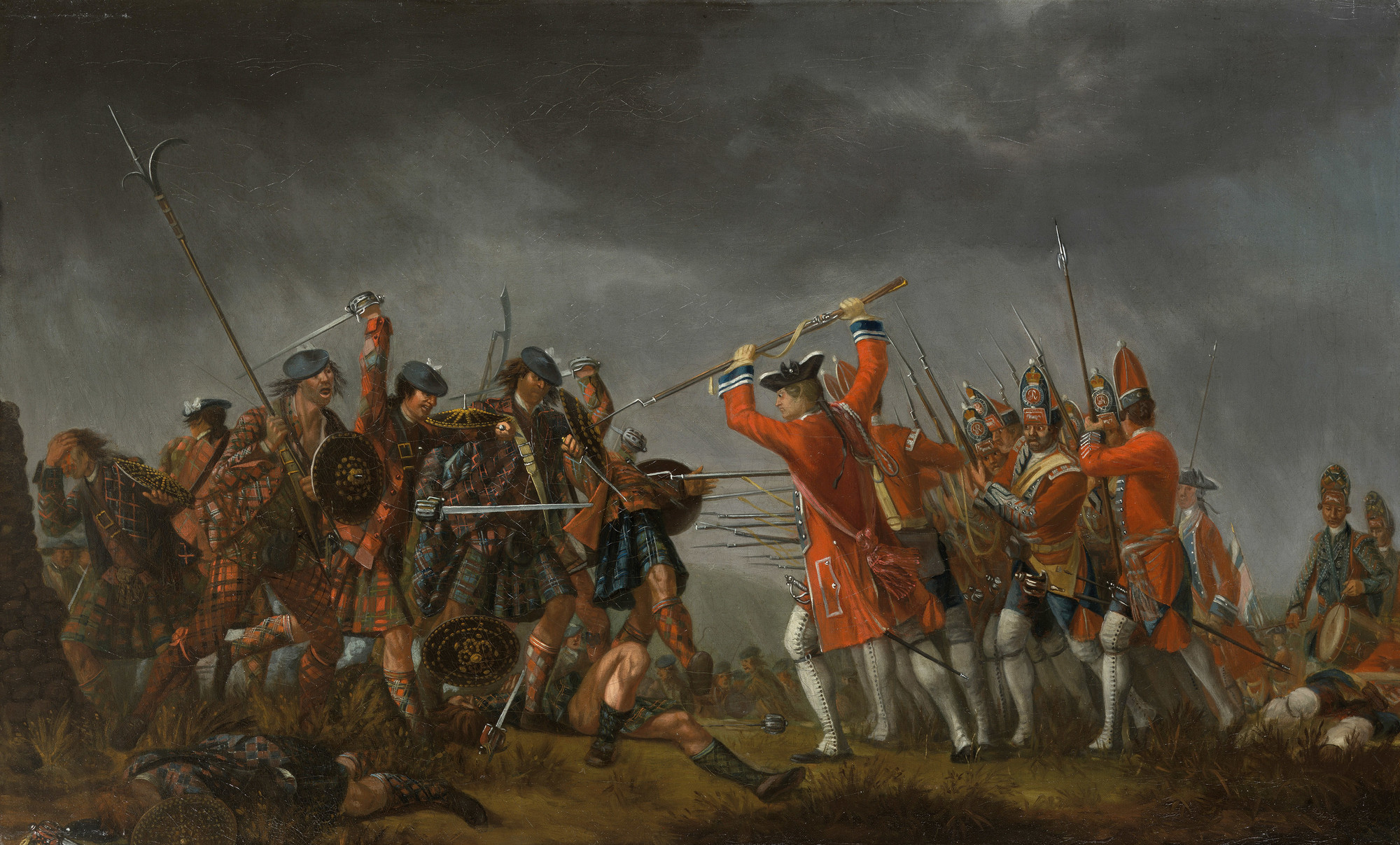
Bitwa pod Culloden na obrazie Davida Moriera Incydent w powstaniu 1745 roku

Pod koniec 1745 r. książę Cumberland został wyznaczony na głównodowodzącego wojsk tłumiących powstanie jakobickie Karola Edwarda Stuarta, "Młodszego Pretendenta". Odwołany z Flandrii, od razu ruszył na przeciwnika, który w tym czasie dotarł do Derby. Do generalnej bitwy jednak nie doszło, gdyż armia pretendenta rozpoczęła odwrót na północ. Cumberland udał się w pościg, ale po porażce swojej straży przedniej pod Clifton Moor wstrzymał dalszy pościg na czas zimy.
Po zdobyciu Carlisle Cumberland wyjechał do Londynu, jednak powrócił do swych wojsk na wieść o klęsce Henry’ego Hawleya pod Falkirk. 30 stycznia 1746 r. Cumberland przybył do Edynburga, gdzie poświęcił się przygotowywaniu swoich wojsk do walki w specyficznych warunkach północnej Szkocji, przy okazji odbudowując morale i nadszarpniętą klęskami wiarę żołnierzy w swoje własne możliwości.
8 kwietnia wymaszerował z Aberdeen w kierunku Inverness i 16 kwietnia pod Culloden stoczył decydującą dla całego powstania bitwę. Siły jakobickich powstańców zostały całkowicie rozbite, a książę Cumberland rozkazał żołnierzom rozstrzelać każdego rannego lub wziętego do niewoli powstańca. Śmierć poniosło ponad 120 jeńców. Ok. 1150 osób deportowano do kolonii, los prawie 700 pozostał nieznany. Cumberland ścigał również wszystkich powstańców, którym udało się zbiec z placu boju.
Z powodu brutalnych represji książę zyskał wśród Szkotów przydomki Rzeźnika Cumberlanda lub Rzeźnika Williama. Brutalność księcia przyniosła z jednej strony zakończenie powstania (nie licząc drobnych działań partyzanckich w górach), z drugiej jednak wzbudziła wrogość w starszym bracie, księciu Walii.

## Dalsza kariera
Za stłumienie powstania Cumberland otrzymał pensję w wysokości 40 000 funtów rocznie. W 1747 r. powrócił na front wojny o sukcesję austriacką i po raz kolejny jego przeciwnikiem został Maurycy Saski, który 2 lipca 1747 r. ponownie zadał brytyjskiemu księciu ciężką klęskę w bitwie pod Lauffeldt.
Po zakończeniu wojny w 1748 r. Cumberland pozostał głównodowodzącym armii. Po śmierci księcia Walii w 1751 r. Cumberland starał się uzyskać prawo opieki na jego małoletnim synem Jerzym, jednak przypadło ono jego bratowej, księżnej Auguście.

## Wojna siedmioletnia

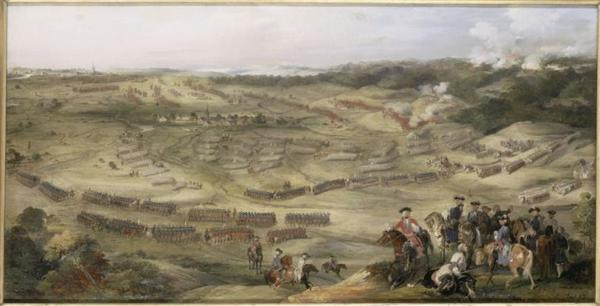
Bitwa pod Hastenbeck, obraz Louis-Edouarda Rioult

Po wybuchu wojny siedmioletniej w 1757 r. książę Cumberland został wysłany do Europy jako główny dowódca sił sprzymierzonych, by bronić zagrożonego przez Francuzów Hanoweru. W lipcu stoczył pierwszą poważną bitwę od czasów Culloden. Bitwa pod Hastenbeck zakończyła się jednak porażką koalicjantów, spowodowaną przewagą liczebną wroga. Decydującym momentem dla dalszych losów Wilhelma była jego kapitulacja z głównymi siłami pod Zeven i ewakuacja Hamburga we wrześniu 1757 r. W Wielkiej Brytanii przyjęto te działania jako hańbę narodową i zakończyły one karierę Wilhelma w Europie. Sam książę jeszcze przez pewien czas walczył na kontynencie, ale już jako podkomendny księcia Ferdynanda Brunszwickiego.

## Ostatnie lata
Po powrocie do Anglii hańbę Wilhelma dopełniła odmowna odpowiedź ojca na prośbę pogodzenia się z synem. Rozczarowany książę Cumberland podał się do dymisji i poświęcił życiu osobistemu. Kilka lat spędził w swoich włościach na pograniczu szkockim i w Londynie, rzadko angażując się w politykę. Niespodziewanie jednak opinia publiczna przyjęła go w Londynie przychylnie do tego stopnia, że cieszył się popularnością niemal jak w czasach młodości.
Gdy w 1760 r. tron objął Jerzy III, który już niebawem zaczął zdradzać objawy choroby psychicznej, Wilhelm jako jego stryj ogłosił, że w razie potrzeby może zostać regentem.
Krótko przed swoją śmiercią książę Cumberland podjął rozmowy z premierem Pittem na temat swojego powrotu do czynnej polityki. Nie dały one jednak rezultatu.
Wilhelm zmarł nagle w Londynie 31 października 1765 roku, mając 44 lata. Przyczyną śmierci była prawdopodobnie genetycznie uwarunkowana otyłość. Został pochowany w Kaplicy Dziewicy Marii Henryka VII w Westminster Abbey.